# 玉蝉街道
玉蝉街道，原为玉蝉镇，是中华人民共和国陕西省西安市鄠邑区下辖的一个乡镇级行政单位。
2015年，陕西省民政厅批复同意撤销天桥镇，并入玉蝉镇。
2018年撤镇设街道。区划代码改为610118004。

## 行政区划
玉蝉街道下辖以下地区：
水亭村、水寨村、北斑村、中斑村、东伦村、西伦村、孙家卫村、新向村、曲包村、李家庄村、索家庄村、晋候村、三旗村、格家庄村、新兴村、南兴村、新义村、元王村、宁羌村、太平村、陂头村、新民庄村、七姓庄村、上涧子村、羊圈村、雷家寨村、仝家庄村、五川道村、宗家滩村、槐树庄村、水北滩村、八什村、焦家庄村、胡家庄村、龙家寨村、水磨头村、丈南村、南班竹园村、洛家庄村、郑家庄村、涝峪口天桥村、丈北村、刘家庄天桥村和割耳庄村。